# The Dark Side of the Moon

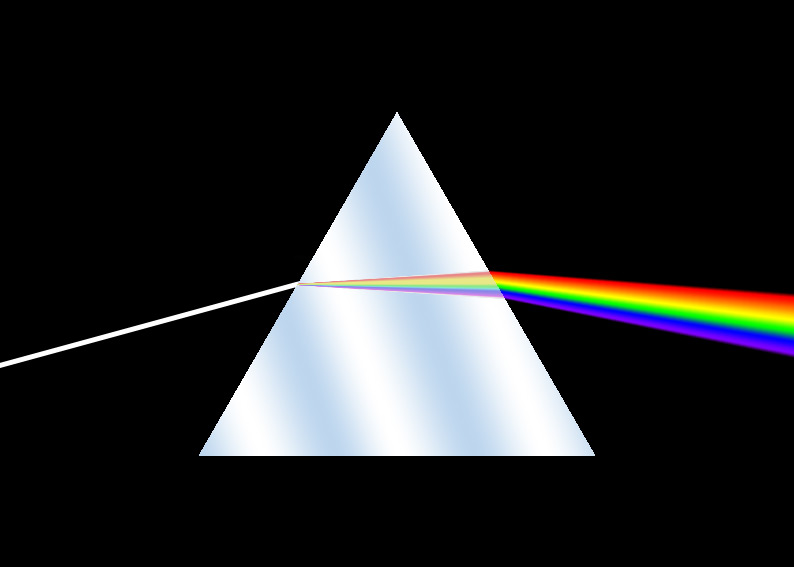
Schemat działania pryzmatu przypominający oryginalną okładkę albumu

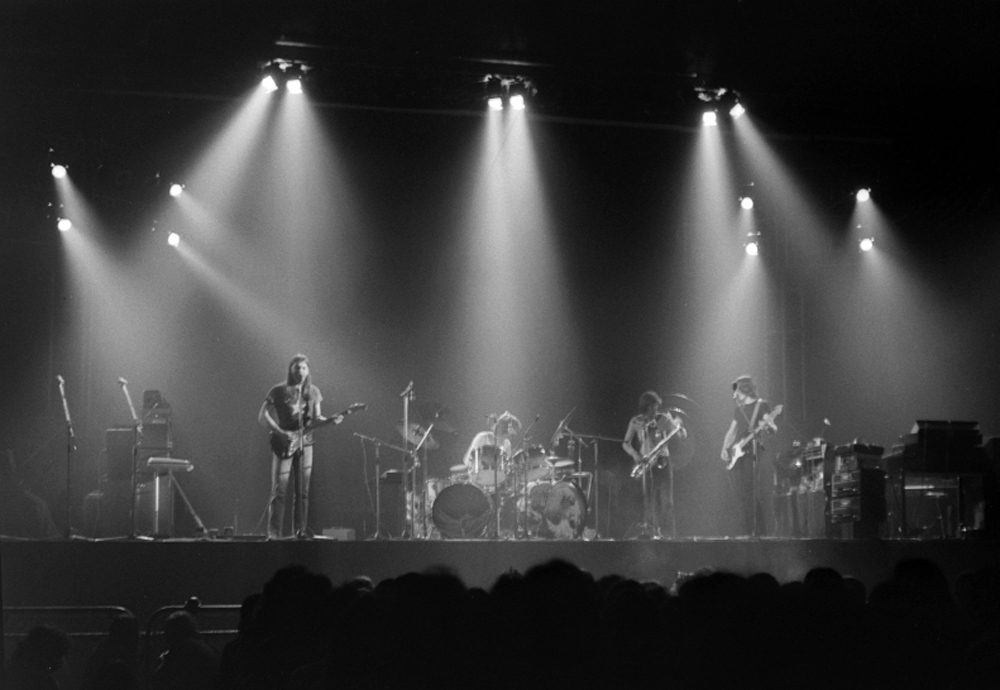
Koncert Pink Floyd na żywo z programem The Dark Side of the Moon, Earls Court w Londynie, maj 1973 (od lewej: David Gilmour, Nick Mason, Dick Parry, Roger Waters)

The Dark Side of the Moon – album koncepcyjny brytyjskiej grupy rockowej Pink Floyd z roku 1973. Tematami 9 utworów na płycie są problemy współczesnego życia: pieniądze, chciwość, przemijanie, szaleństwo i wojna.
Album jest drugim, po Thrillerze Michaela Jacksona najlepiej sprzedającym się albumem w historii muzyki, sprzedano ponad 50 milionów egzemplarzy. Płyta The Dark Side of the Moon spędziła bez przerwy 949 tygodni (18 lat) na amerykańskiej liście Billboard 200, dłużej niż jakikolwiek album w historii fonografii.
W 2003 album został sklasyfikowany na 43. miejscu listy 500 albumów wszech czasów magazynu „Rolling Stone”.

## Charakterystyka albumu
Album ukazał się w 1973 roku i choć przyjęto go entuzjastycznie, nikt nie spodziewał się, że stanie się on jedną z kilku najsłynniejszych płyt w historii muzyki rockowej. Album utrzymał się przez 949 tygodni w pierwszej setce „Billboardu” i do dziś jest jednym z najlepiej sprzedających się albumów rockowych. Gdy się ukazał, muzyka na nim grana była już dobrze znana fanom zespołu, gdyż nowe utwory grane były na koncertach grupy. W momencie, gdy zespół wszedł do studia (nagrania trwały od czerwca 1972 do stycznia 1973), muzyka była już w pełni skomponowana i przećwiczona. Pozwoliło to muzykom pracować nad poszczególnymi fragmentami oddzielnie, rzadko spotykając się w londyńskim Abbey Road Studios. Keith Emerson wspomina, jak w przerwie wspólnego koncertu przypadkowo usłyszał Watersa rozdzielającego czas w studio pomiędzy poszczególnych muzyków. Zdziwiony zapytał go, czy nie prościej by było spotkać się wszystkim razem. W odpowiedzi usłyszał, że zaoszczędzi to im wielu kłótni.
Album zawiera wiele oryginalnych pomysłów. Zgodnie z sugestią Alana Parsonsa włączyli do utworu „Time” zsynchronizowane dźwięki bijących zegarów, nagrane i zmiksowane przez niego. Jak w poprzednich albumach, skorzystali również z dźwięków pozamuzycznych. Dźwięk otwierających się kas sklepowych i przesypujących monet (bodaj najdłuższy loop zrealizowany w tradycyjnej technice) zgrany jest z otwierającym utworem „Money” riffem granym na gitarze basowej. Po raz pierwszy też, muzycy zaprosili do współpracy innych artystów.
Album mówi o ludzkich lękach, o samotności, o przemijającym czasie (zwłaszcza „Time”), kruchości ludzkiej egzystencji, szaleństwie i zachłanności (autorem tekstów wszystkich utworów jest Roger Waters). Przesłanie albumu jest skrajnie nihilistyczne i pesymistyczne. Cały album podsumowuje wypowiedź dozorcy budynku, Gerry’ego Driscolla, którego można usłyszeć w ostatnich sekundach wybrzmiewającej muzyki, gdy powraca dźwięk bijącego serca There is no dark side of the moon, really. As a matter of fact it’s all dark (Nie ma ciemnej strony księżyca, w rzeczywistości jest cały ciemny).
Jedną z zagadek albumu jest pojawienie się w ostatnich sekundach płyty niezidentyfikowanych dźwięków, trwających zaledwie krótką chwilę. Brzmi to jak muzyka, lecz niewielkie natężenie dźwięku nie pozwala bliżej go określić. Według jednej z hipotez, dźwięki zostały nagrane przypadkowo i mogły przedostać się z sąsiedniego studia przez uchylone drzwi. Według przypuszczeń miałaby to być orkiestrowa wersja utworu „Ticket to Ride” zespołu The Beatles. Wobec dokładności muzyków i producentów Pink Floyd, takie wyjaśnienie wydaje się mało prawdopodobne.

## Lista utworów

### Edycja oryginalna
| Nr | Tytuł                                               | Długość |
| -- | --------------------------------------------------- | ------- |
| 1. | „Speak to Me/Breathe” (Mason/Waters/Gilmour/Wright) | 3:57    |
| 2. | „On the Run” (Gilmour/Waters)                       | 3:50    |
| 3. | „Time” (Mason/Waters/Wright/Gilmour)                | 6:49    |
| 4. | „The Great Gig in the Sky” (Wright, Clare Torry)    | 4:44    |
| 5. | „Money” (Waters)                                    | 6:22    |
| 6. | „Us and Them” (Waters/Wright)                       | 7:49    |
| 7. | „Any Colour You Like” (Gilmour/Mason/Wright)        | 3:26    |
| 8. | „Brain Damage” (Waters)                             | 3:46    |
| 9. | „Eclipse” (Waters)                                  | 2:11    |

Utwór „Time” zawiera w sobie repryzę „Breathe”.

### Edycja „Shine On” (wersja pudełkowa) i reedycja z okazji 25-lecia
| Nr  | Tytuł                                        | Długość |
| --- | -------------------------------------------- | ------- |
| 1.  | „Speak to Me” (Mason)                        | 1:08    |
| 2.  | „Breathe” (Gilmour/Waters/Wright)            | 2:48    |
| 3.  | „On the Run” (Gilmour/Waters)                | 3:50    |
| 4.  | „Time” (Gilmour/Mason/Waters/Wright)         | 5:40    |
| 5.  | „Breathe (Reprise)” (Gilmour/Waters/Wright)  | 1:09    |
| 6.  | „The Great Gig in the Sky” (Wright)          | 4:44    |
| 7.  | „Money” (Waters)                             | 6:22    |
| 8.  | „Us and Them” (Waters/Wright)                | 7:49    |
| 9.  | „Any Colour You Like” (Gilmour/Mason/Wright) | 3:26    |
| 10. | „Brain Damage” (Waters)                      | 3:46    |
| 11. | „Eclipse” (Waters)                           | 2:11    |

„Speak to Me/Breathe” podzielono na dwa utwory. To samo zrobiono z „Time”.

### Reedycja z okazji 30-lecia
| Nr  | Tytuł                                        | Długość |
| --- | -------------------------------------------- | ------- |
| 1.  | „Speak to Me” (Mason)                        | 1:08    |
| 2.  | „Breathe” (Gilmour/Waters/Wright)            | 2:48    |
| 3.  | „On the Run” (Gilmour/Waters)                | 3:50    |
| 4.  | „Time” (Gilmour/Mason/Waters/Wright)         | 6:49    |
| 5.  | „The Great Gig in the Sky” (Wright)          | 4:44    |
| 6.  | „Money” (Waters)                             | 6:22    |
| 7.  | „Us and Them” (Waters/Wright)                | 7:49    |
| 8.  | „Any Colour You Like” (Gilmour/Mason/Wright) | 3:26    |
| 9.  | „Brain Damage” (Waters)                      | 3:46    |
| 10. | „Eclipse” (Waters)                           | 2:11    |

„Breath (Reprise)” ponownie stała się częścią „Time”.

## Sprzedaż w wybranych krajach
| Kraj              | Certyfikaty   | Sprzedaż    |
| ----------------- | ------------- | ----------- |
| Austria           | 3x Platynowa  | 100 000+    |
| Australia         | 10x Platynowa | 1 500 000+  |
| Kanada            | 2x Diamentowa | 2 500 000+  |
| Francja           | Diamentowa    | 2 000 000+  |
| Niemcy            | 2x Platyna    | 500 000+    |
| Polska            | 2x Platyna    | 250 000+    |
| Stany Zjednoczone | 18x Platyna   | 19 000 000+ |
| Wielka Brytania   | 9x Platyna    | 11 400 000+ |
| Ogółem w Europie  |               | 18 000 000+ |
| Ogółem na świecie |               | 41 000 000+ |

Wraz z reedycjami liczba sprzedanych egzemplarzy sięga 44 mln, a nawet (według innych źródeł) 48 mln.

## Pozycje na listach
- 1973: 1. na liście Pop Albums (album)
- 1986: 110. na liście The Billboard 200 (album)
- 1988: 34. na liście Mainstream Rock Songs (singel „Time”)
- 2003: 43. na liście 500 albumów wszech czasów dwutygodnika „Rolling Stone”

## Twórcy
- David Gilmour – gitary, śpiew, syntezator VCS 3
- Nick Mason – perkusja, instrumenty perkusyjne, efekty dodatkowe
- Richard Wright – instrumenty klawiszowe, śpiew, syntezator VCS 3
- Roger Waters – gitara basowa, śpiew, syntezator VCS 3, efekty dodatkowe
- Pink Floyd – producent

- Alan Parsons – inżynier dźwięku
- Peter James – asystent inżyniera
- Chris Thomas – miksowanie
- Dick Parry – saksofon w utworach „Us and Them” i „Money”
- Clare Torry – śpiew w utworze „The Great Gig in the Sky”
- Doris Troy – chórki
- Lesley Duncan – chórki
- Liza Strike – chórki
- Barry St. John – chórki
- Jill Furmanosky – fotografia
- Hipgnosis – design, fotografia
- George Hardie – ilustracje, opr. graficzne okładki
- David Sinclair – liner notes in CD re-relaease